# بایرون هاوارد
بایرون هاوارد (انگلیسی: Byron Howard؛ زادهٔ ۱۹۶۸) کارگردان اهل ایالات متحده آمریکا است.

## سنین جوانی و تحصیل
هوارد در میساوا، ژاپن به دنیا آمد و در حومه فیلادلفیا و ایساکو واشنگتن، ایالات متحده، در خانواده ای متوسط بزرگ شد. او در کالج ایالتی اورگرین در واشنگتن تحصیل کرد.

## فیلم‌گرافی
| نام      | سال  |
| -------- | ---- |
| تیزپا    | ۲۰۰۸ |
| گیسوکمند | ۲۰۱۰ |
| زوتوپیا  | ۲۰۱۶ |
| افسون    | ۲۰۲۱ |